# Ibráhím ibn Hilál asz-Szábi
Abu Iszhák Ibráhím ibn Hilál asz-Szábi (arab betűkkel أبو إسحاق ابراهيم بن هلال الصابئ – Abū Isḥāq Ibrāhīm ibn Hilāl aṣ-Ṣābiʾ; 925. november 23. – 994. november 18.) szír származású középkori arab hivatalnok, történetíró és költő, a hasonló pályát befutó Szábit ibn Szinán unokaöccse és Hilál asz-Szábi nagyapja volt.

## Élete
A harráni pogány (szábeus) származású híres történetíró, Szábit ibn Szinán nővérének és egy másik előkelő harráni család sarjának, Hilál ibn Ibráhímnak fia volt. A családi hagyományokhoz híven orvosi és csillagászati képzésben részesült, majd Muizz ad-Daula főemír szolgálatába állt titkárként. 960-ban őt nevezték ki a kancellária vezetőjévé, amely hivatalát Muizz ad-Daula örököse, Izz ad-Daula uralkodása alatt is megőrizte (967–978). Amikor utóbbit legyőzte unokatestvére, Adud ad-Daula, Ibráhímot házi őrizetbe helyeztette 981-ig, és kényszerű tétlenségét kihasználva rávette, hogy írja meg a családja, a Buvajhidák történetét. 
Egy anekdota szerint panaszkodott, hogy az uralkodó által laponként ellenőrzött és kijavított szöveg tele van hazugságokkal, amivel magára haragította Adud ad-Daulát, ám a történet hitelessége erősen megkérdőjelezhető. 
Adud ad-Daula 983-ban bekövetkezett halálakor ismét visszakerült az uralkodói kegyekbe Szamszám ad-Daula alatt (983–987); ezekben az években kezdett alatta szolgálni unokája, a halálát követően kancelláriavezetői helyét is betöltő Hilál asz-Szábi. Jó barátságban volt a tekintélyes síita költővel, as-Saríf ar-Radival, aki halála alkalmából gyászverset írt. Három gyermekéről tudunk: Abu Ali l-Muhasszinról, Abu Szaíd Szinánról és Abu l-Alá Száidról.

## Munkássága
Házi őrizetben írt történeti műve, „A koronás könyv” (al-Kitáb at-tádzsi) nem maradt fenn, csak egy rövid részletének kivonatát ismerjük Jemenből, amelynek témája a tabarisztáni Alidák története. Emellett számos későbbi szerző használta és idézte a kötetet, amely, úgy tűnik, erősen propagandisztikus lehetett: célja volt, hogy a zsoldosokból fejedelmekké váló Buvajhidák pedigréjét egészen az újperzsa uralkodókig, a Szászánidákig (pontosabban a legendás Bahrám Górig) vezesse vissza. Prózában és versben folytatott levelezése számos kötetben fennmaradt, és a későbbi szerzők számos versét is megőrizték. Ibn an-Nadím, a bibliográfus megemlíti egy azóta elveszett művét, amelyben családja történetét írta meg.